# Marian Tumler
L'abate Marian Tumler, O.T. (Silandro, 21 ottobre 1887 – Vienna, 18 novembre 1987) è stato un teologo austriaco.
Servì come 62º Gran maestro e Abate generale dell'Ordine teutonico dal 1948 al 1970, divenendone poi Gran maestro emerito.